# Mikhail Tjekhov
Mikhaíl Aleksándrovitj Tjékhov (russisk: Михаи́л Алекса́ндрович Че́хов, tr. Mikhaíl Aleksándrovitj Tjékhov; født 29. august 1891 i Sankt Petersborg, død 30. september 1955 i Beverly Hills) var en russisk skuespiller, sceneinstruktør og teaterpædagog. Han var nevø til forfatteren Anton Tjekhov.
Mikhail Tjekhov var elev af den russiske sceneinstruktør og teaterpædagog Konstantin Stanislavskij, men udviklede sin egen tilgang til skuespilkunsten, der i højere grad trak på skuespillerens fantasi, i modsætning til Stanislavskijs, hvor skuespilleren trak på egne oplevelser og erindringer.

## Værker udgivet på dansk
- Til skuespilleren, forlaget Drama, 1997 (ISBN 978-87-7865-043-6)